# Lago Junior
Lago Junior, né le 31 décembre 1990 à Yamoussoukro, est un footballeur international ivoirien, qui évolue au poste d'ailier gauche au Racing de Santander.

## Biographie

### En club

#### Jeunesse et formation
Lago Junior tonton  
Wakalibille naît le 31 décembre 1990 à Yamoussoukro, la capitale de la Côte d'Ivoire. Il le deuxième des onze enfants de la famille. Son père, professeur d’informatique et passionné de football, devient son premier entraîneur.
À l'âge de 14 ans, il rejoint le centre de formation de Joël Tiéhi, un ancien attaquant international ivoirien notamment passé par Le Havre et Lens. Par la suite, il rejoint Issia Wazy, qui évolue en première division ivoirienne. Il est alors repéré par un recruteur espagnol qui lui propose de participer à un tournoi au Burkina Faso afin de s'y illustrer, ce qu'il réussit puisqu'en 2009, il rejoint l'Europe et le CD Numancia, qui dispute alors la Liga.

#### CD Numancia (2010-2013)
À son arrivée, il doit faire face au frais climat de Soria, et découvre des entraînements plus axés sur la technique et la tactique. Il dispute son premier match en Liga le 18 avril 2009 lors d'une défaite 3 buts à 0 sur la pelouse de l'Atlético Madrid, remplaçant Carlos Bellvís (en) à la 80e minute. Il ne dispute que cinq matchs en première division avant de voir les Numantinos être relégués après une 19e place en championnat.
Il dispute beaucoup plus de matchs en deuxième division, et est ensuite prêté pour une saison à la SD Eibar, en troisième division, où malgré une première place durant la saison régulière, les Basques sont éliminés par Sabadell en play-offs.
Il revient à Numancia, et dispute deux autres saisons en Liga 2 avant de partir pour le Gimnàstic Tarragone, en troisième division.

#### Gimnàstic Tarragone (2013-2015)
Avec le Nàstic, il rencontre l'entraîneur Vicente Moreno, qui accélère son apprentissage tactique. Pour sa deuxième saison au club, Junior permet au club de retrouver la deuxième division, en étant notamment décisif lors du match retour des play-offs d'accession contre Huesca, et lors de l'anecdotique finale aller d'accession face au Real Oviedo. Il aura disputé la quasi-totalité des rencontres avec Tarragone, mais ne reste pas au club pour leur retour en Liga 2, et part pour le CD Mirandés.

#### CD Mirandés (2015-2016)
En deuxième division avec Mirandés, Junior dispute 27 matchs et marque 9 buts en neuf mois, ce qui attire les convoitises du RCD Majorque dirigé par Vicente Moreno.

#### RCD Majorque (depuis 2016)
En janvier 2016, il rejoint ainsi les îles Baléares pour 300 000 euros, où malgré de nombreuses titularisations, il ne peut empêcher la descente du club en Segunda B à l'issue de la saison 2016-2017. Les Majorquins enchaînent ensuite deux promotions consécutives pour retrouver la Liga, avec notamment une finale d'accession renversante face au Deportivo La Corogne (défaite 2-0 à l'aller, victoire 3-0 au retour).
En Liga, la saison de Lago Junior est notamment marquée par sa réalisation face au Real Madrid, qui permet à Majorque de l'emporter 1 but à 0. Pourtant, les Bermellones ne parviennent pas à se maintenir dans l'élite malgré les 4 buts de Junior dans l'élite.

#### Prêt à la SD Huesca (2022)
Le 19 janvier 2022, il est prêté jusqu'en 2023 à la SD Huesca, qui évolue en deuxième division. Il dispute son premier match avec les Oscenses le 23 janvier face à la SD Ponferradina, en replaçant David Ferreiro à l'heure de jeu. Lors de ses six premiers mois au club, il n'est titulaire qu'à une seule reprise, le 20 février face au CD Lugo.

### En équipe nationale
Avec l'équipe de Côte d'Ivoire olympique, il participe au championnat d'Afrique des nations des moins de 23 ans en 2011. Lors de cette compétition organisée au Maroc, il joue trois matchs. Avec un bilan d'une victoire, un nul et une défaite, la sélection ivoirienne ne parvient pas à dépasser le premier tour du tournoi.
Le 8 octobre 2020, après avoir été sélectionné par Patrice Beaumelle, il figure pour la première fois sur le banc des remplaçants de l'équipe nationale A, mais sans entrer en jeu, lors d'une rencontre amicale face à la Belgique (score : 1-1). Cinq jours plus tard, il reçoit sa première sélection en équipe de Côte d'Ivoire, lors d'un match amical face au Japon (défaite 1-0). Le 12 novembre 2020, il dispute son premier match officiel avec les Éléphants lors d'une victoire 2-1 face à Madagascar dans le cadre des qualifications à la CAN 2021. Cinq jours plus tard, il est titularisé pour la première fois, toujours face aux Malgaches (match nul 1-1).

## Statistiques

### En club
| Saison                | Club                  | Championnat           | Championnat | Championnat | Championnat | Coupe(s) nationale(s) | Coupe(s) nationale(s) | Coupe(s) nationale(s) | Total | Total | Total |
| Saison                | Club                  | Division              | M.          | B.          | P.d.        | M.                    | B.                    | P.d.                  | M.    | B.    | P.d.  |
| 2008-2009             | CD Numancia           | Liga                  | 5           | 0           | 0           | -                     | -                     | -                     | 5     | 0     | 0     |
| 2009-2010             | CD Numancia           | Liga 2                | 22          | 3           | 0           | 1                     | 0                     | 0                     | 23    | 3     | 0     |
| 2011-2012             | CD Numancia           | Liga 2                | 26          | 2           | -           | -                     | -                     | -                     | 26    | 2     | 0     |
| 2012-2013             | CD Numancia           | Liga 2                | 15          | 1           | 0           | 1                     | 0                     | 0                     | 16    | 1     | 0     |
| Sous-total            | Sous-total            | Sous-total            | 68          | 6           | 0           | 2                     | 0                     | 0                     | 70    | 6     | 0     |
| 2010-2011             | SD Eibar (prêt)       | Segunda División B    | 32+4        | 9+0         | 0+0         | -                     | -                     | -                     | 36    | 9     | 0     |
| Sous-total            | Sous-total            | Sous-total            | 32          | 9           | 0           | 4                     | 0                     | 0                     | 36    | 9     | 0     |
| 2013-2014             | Gimnàstic Tarragone   | Segunda División B    | 37+5        | 10+2        | 0+0         | 4                     | 0                     | 0                     | 46    | 12    | 0     |
| 2014-2015             | Gimnàstic Tarragone   | Segunda División B    | 35+4        | 3+2         | 0+0         | 1                     | 0                     | 0                     | 40    | 5     | 0     |
| Sous-total            | Sous-total            | Sous-total            | 81          | 17          | 0           | 5                     | 0                     | 0                     | 86    | 17    | 0     |
| 2015-2016             | CD Mirandés           | Liga 2                | 22          | 7           | 2           | 5                     | 2                     | 0                     | 27    | 9     | 2     |
| Sous-total            | Sous-total            | Sous-total            | 22          | 7           | 2           | 5                     | 2                     | 0                     | 27    | 9     | 2     |
| 2015-2016             | RCD Majorque          | Liga 2                | 20          | 3           | 0           | -                     | -                     | -                     | 20    | 3     | 0     |
| 2016-2017             | RCD Majorque          | Liga 2                | 40          | 6           | 2           | -                     | -                     | -                     | 40    | 6     | 2     |
| 2017-2018             | RCD Majorque          | Segunda División B    | 26+4        | 7+1         | 0+0         | -                     | -                     | -                     | 30    | 8     | 0     |
| 2018-2019             | RCD Majorque          | Liga 2                | 40+4        | 11+0        | 8+0         | -                     | -                     | -                     | 44    | 11    | 8     |
| 2019-2020             | RCD Majorque          | Liga                  | 35          | 4           | 0           | -                     | -                     | -                     | 35    | 4     | 0     |
| 2020-2021             | RCD Majorque          | Liga 2                | 23          | 4           | 2           | 2                     | 0                     | 0                     | 25    | 4     | 2     |
| 2021-2022             | RCD Majorque          | Liga                  | 6           | 0           | 0           | -                     | -                     | -                     | 6     | 0     | 0     |
| Sous-total            | Sous-total            | Sous-total            | 198         | 36          | 14          | 2                     | 0                     | 0                     | 200   | 36    | 14    |
| 2021-2022             | SD Huesca (prêt)      | Liga 2                | 13          | 0           | 0           | -                     | -                     | -                     | 13    | 0     | 0     |
| Sous-total            | Sous-total            | Sous-total            | 13          | 0           | 0           | -                     | -                     | -                     | 13    | 0     | 0     |
| Total sur la carrière | Total sur la carrière | Total sur la carrière | 414         | 75          | 16          | 18                    | 2                     | 0                     | 432   | 77    | 16    |

### En sélection
| Saison                | Sélection             | Campagne              | Phases finales | Phases finales | Phases finales | Éliminatoires | Éliminatoires | Éliminatoires | Matchs amicaux | Matchs amicaux | Matchs amicaux | Total | Total | Total |
| Saison                | Sélection             | Campagne              | M              | B              | Pd             | M             | B             | Pd            | M              | B              | Pd             | M     | B     | Pd    |
| --------------------- | --------------------- | --------------------- | -------------- | -------------- | -------------- | ------------- | ------------- | ------------- | -------------- | -------------- | -------------- | ----- | ----- | ----- |
| 2020-2021             | Côte d'Ivoire         | CAN 2022              | -              | -              | -              | 3             | 0             | 0             | 2              | 0              | 0              | 5     | 0     | 0     |
| Total sur la carrière | Total sur la carrière | Total sur la carrière | -              | -              | -              | 3             | 0             | 0             | 2              | 0              | 0              | 5     | 0     | 0     |

### Matchs internationaux
| Matchs internationaux de Lago Junior | Matchs internationaux de Lago Junior | Matchs internationaux de Lago Junior                    | Matchs internationaux de Lago Junior | Matchs internationaux de Lago Junior | Matchs internationaux de Lago Junior | Matchs internationaux de Lago Junior                               |
| #                                    | Date                                 | Lieu                                                    | Adversaire                           | Résultat                             | Compétition                          | Notes                                                              |
| ------------------------------------ | ------------------------------------ | ------------------------------------------------------- | ------------------------------------ | ------------------------------------ | ------------------------------------ | ------------------------------------------------------------------ |
| 1                                    | 13 octobre 2020                      | Stade de Galgenwaard, Utrecht, Pays-Bas                 | Japon                                | 1 - 0                                | Match amical                         | Entre en jeu à la place de Gervinho à la 81e minute de jeu.        |
| 2                                    | 12 novembre 2020                     | Stade olympique Ebimpé, Abidjan, Côte d'Ivoire          | Madagascar                           | 2 - 1                                | Qualifications à la CAN 2021         | Entre en jeu à la place de Nicolas Pépé à la 79e minute de jeu.    |
| 3                                    | 17 novembre 2020                     | Stade municipal de Mahamasina, Antananarivo, Madagascar | Madagascar                           | 1 - 1                                | Qualifications à la CAN 2021         | Titulaire et remplacé par Max-Alain Gradel à la 77e minute de jeu. |
| 4                                    | 30 mars 2021                         | Stade olympique Ebimpé, Abidjan, Côte d'Ivoire          | Éthiopie                             | 3 - 1                                | Qualifications à la CAN 2021         | Entre en jeu à la place de Wilfried Kanon à la 75e minute de jeu.  |
| 5                                    | 5 juin 2021                          | Stade olympique Ebimpé, Abidjan, Côte d'Ivoire          | Burkina Faso                         | 2 - 1                                | Match amical                         | Titulaire et remplacé par Amad Diallo à la 63e minute de jeu.      |